# Nuit et Brouillard (album)
Pour les articles homonymes, voir Nuit et brouillard (homonymie).
Albums de Jean Ferrat
La Fête aux copains
(1962) La Montagne
(1965)
Nuit et Brouillard est un album de Jean Ferrat sorti en décembre 1963. C'est un disque 25 cm 33 Tours édité chez Barclay Records.

## Liste des titres de l'album
| No | Titre                      | Paroles      | Durée |
| -- | -------------------------- | ------------ | ----- |
| 1. | Nuit et Brouillard         |              | 3:17  |
| 2. | À Brassens                 |              | 2:20  |
| 3. | Les Enfants terribles      |              | 2:29  |
| 4. | Toujours la même g…        |              | 2:55  |
| 5. | C'est beau la vie          |              | 2:41  |
| 6. | Quatre Cents Enfants noirs |              | 2:52  |
| 7. | Nous dormirons ensemble    | Louis Aragon | 2:19  |
| 8. | Horizontalement            |              | 2:37  |

## Crédits
- Arrangements et direction musicale : Alain Goraguer
- Prise de son : Claude Achallé, assisté de Charles Rochko
- Crédits visuels : photographe non identifié